# Geomys arenarius
Geomys arenarius е вид бозайник от семейство Гоферови (Geomyidae). Видът е почти застрашен от изчезване.

## Разпространение
Разпространен е в Мексико (Чиуауа) и САЩ (Ню Мексико и Тексас).